# Die verlorene Welt (Fernsehserie)
Die verlorene Welt (Originaltitel: Sir Arthur Conan Doyle’s The Lost World) ist eine von 1999 bis 2002 in Kanada, Neuseeland und Australien produzierte Abenteuer- bzw. Science-Fiction-Serie. Sie basiert lose auf dem Roman Die vergessene Welt von Arthur Conan Doyle. Es wurden insgesamt drei Staffeln der Serie produziert, bevor sie 2002 vor Beginn der vierten Staffel eingestellt wurde. Die Serie endet unvollendet mit einem Cliffhanger.

## Handlung
Die Serie baut auf der Idee und den Charakteren von Sir Arthur Conan Doyles Roman The Lost World auf. Die beiden weiblichen Hauptrollen wurden dem Serienkonzept hinzugefügt.
Zu Beginn des 20. Jahrhunderts macht sich eine Expeditionsgruppe rund um Professor Challenger von London aus in den Amazonas auf. Sie hegen die Hoffnung, auf einem Hochplateau eine vorzeitliche Welt zu entdecken, in der Dinosaurier überlebt haben könnten. Die Expedition erreicht ihr Ziel. Allerdings in der Gewissheit, dass ihr Weg zurück in die Zivilisation abgeschnitten ist. Sie treffen im Urwald auf Veronica Layton, welche den Expeditionsmitgliedern anbietet, als ihre Gäste in ihrem Baumhaus Unterschlupf zu finden. Die junge Frau ist zu diesem Zeitpunkt ca. 22 Jahre alt und hat die letzten 11 Jahre allein im Urwald überlebt. Ihre Eltern, die ebenfalls Wissenschaftler waren und mit einer früheren Expeditionsgruppe in „die verlorene Welt“ kamen, sind seit 11 Jahren verschollen. So entstehen zwei immer wiederkehrende Haupthandlungen der Serie: Gemeinsam versuchen die Abenteurer und Veronica, sowohl einen Weg von diesem Plateau als auch die Eltern von Veronica zu finden. Daneben vernachlässigen sie nicht die eigentliche Intention ihrer Expedition: die Erforschung des unbekannten Plateaus.

## Buchvorlage
Die Serie basiert auf dem Buch Die vergessene Welt von Sir Arthur Conan Doyle. Zu den von ihm erdachten Hauptcharakteren, den Wissenschaftlern Challenger und Summerlee, dem Journalisten Malone und dem Abenteurer Lord Roxton, wurden noch zwei weibliche Hauptrollen hinzugefügt, die im Buch nicht vorkamen. Hierbei handelt es sich um die Millionärin Marguerite Krux, welche die Expedition finanziert und die im Urwald geborene und aufgewachsene Veronica Layton. Der erste Teil des Pilotfilmes hält sich an die Buchvorlage, danach wurden nur die Namen der Charaktere von Doyles Roman beibehalten.
Im Buch gelingt es der Expedition, nach London zurückzukehren, woraufhin sich Roxton und Malone ein zweites Mal in die verlorene Welt aufmachen.

## Pilotfilm
Für den Pilotfilm gibt es zwei unterschiedliche Versionen. Die erste wurde wirklich als Film unter dem Namen Das Abenteuer beginnt gesendet. Dieser Pilotfilm ist auch unter diesem Namen als DVD erhältlich. In den USA wurde der Pilotfilm als Teil der Serie gesendet, also in zwei ca. 44 Minuten dauernden Episoden. Diese enthält diverse alternative Szenen sowie teilweise neues Material, welches im Pilotfilm nicht vorkommen. Auf der anderen Seite wurden diverse Szenen aus dem Pilotfilm für die Serie nicht verwendet.

## Staffeln

### Übergänge
Am Ende der ersten Staffel wird Professor Summerlee während eines Kampfes auf einer Brücke von einem Pfeil getroffen und stürzt in die Tiefe. Er wird von einem Wasserfall hinabgetrieben, von welchem einige Spezies auf dem Plateau sagen, er sei ein Weg zurück in die „andere Welt“. Wie sich später herausstellt, war dies ein Weg nach Avalon/El Dorado.
Während dieses Kampfes stürzt auch Malone von der Brücke. Nachdem die Brücke gesprengt wird, hängen auch Challenger und Roxton am Abgrund und stürzen ab. Roxton hätte sich zwar selbst retten können, versucht jedoch, Challenger zu helfen, da er geschworen hatte, „ihm in die Hölle zu folgen“.
Am Ende der zweiten Staffel werden die Expeditionsteilnehmer mit einer möglichen Rettung konfrontiert. Ein englischer Pilot verspricht der Expedition, sie mit seinem Zeppelin nach Hause nach London zu fliegen. Der Zeppelin stellt sich allerdings als Geisterschiff heraus. Während eines Kampfes stürzt Malone in die Tiefe und bleibt verschollen. Der Zeppelin mit den anderen Expeditionsteilnehmern zerschellt an einer Klippe und wird zerstört. Allerdings sind die Expeditionsteilnehmer in der Zeitschleife gefangen und finden sich bald darauf im London des 19. Jahrhunderts wieder.
Die dritte Staffel endet damit, dass Veronica die Zerstörung des Plateaus verhindern möchte. Die Fortsetzung kommt allerdings nicht mehr zustande.

### Inhalte
Während in der ersten Staffel die Erforschung des Plateaus, die Suche nach einer Rückkehrmöglichkeit sowie der Umgang mit den verschiedenen auf dem Plateau befindlichen Spezies im Vordergrund standen, waren die Folgen ab der zweiten Staffel von Mystizismen geprägt. Dem Übernatürlichen kam eine tragende Rolle zu. Zudem kam es in der zweiten Staffel zu diversen Widersprüchen zur ersten Staffel. So wird z. B. des Öfteren darauf verwiesen, dass auf dem Plateau niemand im Besitz des Schwarzpulvers ist, während in der zweiten Staffel mehrere Völker über Pistolen verfügen.
Die erste Staffel endet damit, dass Ned Malone darauf verzichtet, mit den Freunden im Ballon in die Zivilisation zurückzukehren, um bei Veronika zu bleiben. Er hat sich bereits in der ersten Folge in sie verliebt, als sie ihm das Leben gerettet hat. Während der gesamten zweiten Staffel ist dies allerdings nur noch selten ein Thema.
In der dritten Staffel hat die Serie mit Ned Mallone einen der wichtigsten Charaktere verloren und nach Prof. Summerlee außerdem eine weitere Originalfigur aus Conan Doyles Buch. Hinzu kommt, dass auch Veronica für einige Zeit verschollen ist und somit bei einigen Folgen nur noch drei Hauptfiguren vorhanden sind. Mystik und Übernatürliches werden vehement in den Vordergrund gestellt, die bekannten Spezies in der verlorenen Welt kommen kaum noch zum Vorschein. Allerdings wird in der dritten Staffel auch das Vorleben der Hauptfiguren genauer erkundet.
Um der Serie einen weiteren Hauptcharakter zu geben, wurde die Figur der „Finn“ erdacht; eine junge Frau aus der Zukunft, welche wie Veronika meist sehr leicht bekleidet auftritt. Trotz der Besetzung mit Lara Cox, einem früheren australischen Model, konnten dies die Einschaltquoten nicht signifikant steigern. Die Serie hatte für Fans zu viel von ihrem ursprünglichen Gehalt eingebüßt.
Auch das Ende der „Liebesgeschichte“ zwischen Veronica und Ned endete eher unverhofft. Ned sprach das Thema mit Veronica an, welche sich ihrer Gefühle für Ned nicht sicher war und ihn als Freund deklarierte. Dies waren die letzten Worte, die sie miteinander sprachen, da Veronica zunächst verschollen war und die Figur des Ned aus der Serie verschwand. Zwar hatten sich die Autoren die Option offengelassen, Neds Rolle wieder aufzunehmen, was jedoch nicht geschah.

### Staffel 4
Die dritte Staffel endete mit einem typischen Cliffhanger, einem offenen Ende, welche die 4. Staffel einläuten sollte. Autoren und Produzenten begannen im Jahr 2002 mit den Arbeiten an der vierten Staffel und schrieben Vorlagen für 16 von 22 neuen Folgen. Allerdings kam es nicht mehr zur Verwirklichung dieses Planes, da die Serie eingestellt wurde.
Auf der „Lost World Convention“ im Jahr 2005 verrieten die Hauptautoren sowie der ausführende Produzent Guy Mullaly den Fans somit „mündlich“ den Ausgang der Serie.
Das Plateau wurde natürlich gerettet. Die Hauptdarsteller wurden am Ende der 3. Staffel jeweils für sich mit einer „Leben-oder-Tod“-Situation konfrontiert, welche jeder auf seine Weise löste. Challenger, Roxton und Marguerite kehrten zum Baumhaus zurück, und auch Malone sollte in die Serie zurückkehren. „Finn“ war nicht mehr zu sehen. Das Plateau hatte sich geringfügig geändert, ebendiese Veränderungen waren Basis für neue Abenteuer in der 4. Staffel. Unter anderem auch die Suche nach dem mystischen Ort Avalon, den Veronica finden musste, um zu ihrer Mutter zu gelangen, welche die Beschützerin des Plateaus war. Eine Rolle, die auch Veronica einmal zufallen würde.
Nachdem die Freunde am Ende der Serie Avalon lokalisieren konnten, fand Veronica dort ihre sterbende Mutter vor. Für Veronica war nun die Zeit gekommen, selber in Avalon zu bleiben und ihre Pflichten als Beschützerin des Plateaus wahrzunehmen. Malone würde sich dazu entscheiden, mit Veronica in Avalon zu bleiben, sie zu heiraten und die Geschichte des Plateaus aufzuschreiben. Ebenso hätte man erfahren, dass Professor Summerlee nach seinem Sturz über den Wasserfall am Ende der 1. Staffel überlebt hat. Er wurde von Veronicas Mutter Abigail gerettet und nach Avalon gebracht. Einen Ort, den er allerdings nicht mehr verlassen konnte. Challenger, Roxton und Marguerite kehrten durch eine von Challenger erfundene Transportiermaschine (die er bereits in der 3. Staffel verwendete) nach London zurück. Durch einen Fehler Challengers landeten sie allerdings im Jahre 2005 und nicht wie geplant in 1923. Sie wurden dort von einer Frau begrüßt, die aussah wie Veronica. Es handelte sich hierbei um eine Urenkelin von Veronica und Malone. Roxton und Marguerite würden in London heiraten.
Ebenso hätten die Fans erfahren, dass „Finn“ ein direkter Nachfahre von Malone war. Malone hatte in der zweiten Folge der zweiten Staffel (Amazonen) ein kurzes Intermezzo mit zwei Amazonen-Kriegerinnen, von denen eine aussah wie Finn (die Rolle wurde auch von Lara Cox gespielt), aus dem ein Kind entstand.

## Besetzung und Synchronisation
Für die deutsche Synchronisation war das Synchronstudio EuroArts Entertainment Filmproduktion verantwortlich, für Dialogbuch und Dialogregie Thomas Prausse.
| Rolle                       | Schauspieler        | Herkunft           | Synchronsprecher         |
| --------------------------- | ------------------- | ------------------ | ------------------------ |
| Dr. Georg Edward Challenger | Peter McCauley      | Neuseeland         | Bodo Wolf                |
| Lord John Roxton            | William Snow        | Australien         | Jörg Hengstler           |
| Marguerite Krux             | Rachel Blakely      | Australien         | Traudel Haas             |
| Edward „Ned“ Malone         | David Orth          | Kanada             | Peter Flechtner          |
| Dr. Arthur Summerlee        | Michael Sinelnikoff | England            | Klaus Jepsen             |
| Veronica Layton             | Jennifer O’Dell     | Vereinigte Staaten | Claudia Urbschat-Mingues |
| Finn                        | Lara Cox            | Australien         |                          |

## Sonstiges
- Jennifer O’Dell und David Orth wirkten an mehreren Folgen der dritten Staffel nicht mit. Der Grund dafür lag beiderseits an finanziellen Streitigkeiten mit den Produzenten.
- William deVry spielte die Rolle des Edward Mallone im Pilotfilm, wurde für die Serie allerdings vom Kanadier David Orth ersetzt.
- In der englischen Originalfassung stellt sich William deVry am Anfang selber fälschlicherweise als „John Mallone“ vor.
- Die Serie wurde zum größten Teil in Gold Coast, nahe Brisbane in Australien gedreht.
- Im Film Dinosaurs – Die Vergessene Welt aus dem Jahr 1998 (Regie: Bob Kean) übernahm Michael Sinelnikoff bereits die Rolle des Professor Summerlee und wurde daraufhin für die Serie verpflichtet.
- Obwohl die Serie in Australien gedreht wurde und zwei Australier in den Hauptrollen vertreten waren, konnte die Serie in diesem Land keine Popularität erreichen. Lange Zeit wurde sie überhaupt nicht gesendet, zu Beginn des neuen Jahrtausends strahlte sie ein kleiner australischer Fernsehsender aus (Will Snow meinte hierzu We call it Channel 10 um auf dessen Bedeutungslosigkeit hinzuweisen).